# メタルアーマー
メタルアーマー (Metal Armor) とは、リアルロボットアニメ『機甲戦記ドラグナー』に登場する架空のロボット兵器の呼称。メタル・アーマーとも表記し、企画時名称は「ギルトール」（後にギルトール元帥の名に転用）であり、第1話ではその名残で同名称が使われていた。

## 概要
メタルアーマー（以下MA）のデザイン的特徴として、「近代航空兵器」のイメージと、『機動戦士ガンダム』のモビルスーツのイメージが融合したデザインであり、特にドラグナーシリーズは三次曲面を多用した形状が特徴である。放映当時、映画『トップガン』の大ヒットがあり、オープニングでは空母から発進するシークエンスなどの影響があった。デザイナーの大河原邦男は放映前後の時期には、「私が一番デザインしたかったメカ」と発言していた。大河原はロボットの権利関係に一枚噛むなど、マーチャンダイジングの部分も含め従来以上の意気込みで本作に臨んだ。しかし本作の売り上げや人気は大河原の期待ほどには芳しくなく、後にこの作品のデザインについては「ボトムズのように考えないでやるのが一番いい」と発言する結果となった。
メカデザイナーの鈴木雅久とサンライズの井上幸一はインタビューに際し、メタルアーマーのデザインは若手デザイナーのアイデアを元に大河原がまとめたものであると語っている。このなかで鈴木はフレームや武器類を担当したとしている。また、メカデザインには『蒼き流星SPTレイズナー』の没案を下敷きにしたものも存在するという。また、井上とサンライズの塚田延式はインタビューにおいて、デザインには若手チームであった『ヴィシャルデザイン』も参加、バイク型メカには村上克司も関わっていたという。また、放送当時流行していたバイクブームの影響も受けたと語っている。
設定面においては、放送当時のプラモデルキットの解説や、それに掲載された機体バリエーションはサンライズやバンダイのチェックの元、『機動戦士ガンダム 逆襲のシャア』のプラモデルシリーズにも携わった伸童舎が担当している。また、操縦系の設定には、井上やヴィシャルデザインが過去に携わった『クルーズチェイサー ブラスティー』のものが流用されている。
音響面においては、コクピット内の各機種毎、火器類毎にそれぞれ異なるSEが設定されている。なお、これらのSEは後に『魔神英雄伝ワタル』に流用されている。

## 設定
メタル・アーマー (MA)
劇中に登場する人型機動兵器の総称。ギガノス帝国軍における人型機動兵器開発計画「ギルトール計画」のもと、メタルワーカーと呼ばれる月面作業機械から発展させたもの。この経緯からギルトールとも呼称される。基礎技術の大半はラング・プラート博士の手によって実用化されている。
ムーバブル・フレーム
全メタルアーマーに存在する内部フレームで、油圧アクチュエータやサーボモーターといった最小限の駆動系がワンパッケージされた人型をとる。ロケットモーターやその燃焼系・制御系も存在し、核融合炉から得られる電力で駆動する。なお、マニピュレーターは精密作業を想定しているため形状記憶合金を採用する。
アーマー
機体を防護する外部装甲と、外付け式のベトロニクスが一体化している。損傷した際は交換して機体の復旧が可能なほか、同一規格のフレームを採用した別機体への換装も可能。このアーマー取り付けは多い個所に施されるが、MAはムーバブル・フレームにも一次装甲を有する。
ポッドシステム
帝国軍・連合軍を問わず採用された脱出システム。パイロットまたはコンピュータの判断により、MA側のコクピットをこのポッドに移し、機体から離脱させる。狭いポッド内でパイロットが閉所恐怖症にならないよう、バルーンも装備されており、24時間分の酸素を持つ。また、大気圏内用MAのポッドにはパラシュートも装備される。
操縦システム
目視はMA側のイメージセンサーによってコンピュータ処理された映像を確認する。基本操縦はペダルやレバーを使用した戦闘機の操作と同じものだが、そこからコンピュータが適切な駆動制御を行う。シフトポジションがニュートラルの際は自動制御となり、パイロットはパワーシフトレバーで白兵戦や標準戦闘等を切り替える。メインコンピュータはボイスコマンドにも対応しており、パイロットのワークエリアは簡略化されている。
レールガン
MAの主兵装。蓄電した電力をローレンツ力|瞬間的に放電した際に生じる加速力で弾丸を投射する。使用電力はMA本体から賄われるが、レールガンに内蔵されたバッテリーで一連射分の射撃も可能。
CMP（コンバット・マキシマム・パワー）
MAはスロットル操作によって最大戦闘出力を発揮することも可能。この際は電力量が増大するため、レールガンの威力を増強することも可能。
D兵器
ギガノス帝国におけるメタルアーマーの権威、ラング・プラート博士が地球連合軍に齎したメタルアーマー群。一次装甲を廃したフレームは共通化しつつも異なる二次装甲とベトロニクスにより、戦闘・攻撃・電子戦といった異なるタイプの仕様に対応可能としている。また、増加パーツによって宇宙・地上双方に対応する。後にD兵器を元にした量産型のドラグーンが開発されるが、この機体は材質と総合能力で試作機を凌駕しており、D兵器の役割を終わらせる機体であった。しかしながら、汎用機であるドラグーンは新技術を限界まで使い切った機体とは言えなかったため、その技術を限界まで使い切った改修機を地球連合軍の象徴として運用する構想がなされ、D-1とD-2は改修がなされた。
パイロットが登録制となっており、登録はメインコンピュータに登録用ディスクをセットして、パイロットの声紋や体格などのデータを走査させることで行われる。登録解除は基本的に大規模の基地等でしか行えない。アニメーション作中では第1話において偶発的にD兵器に乗り込んだケーン、タップ、ライトら三人が機体に登録を行ってしまったためにそれぞれが専任のパイロットとなった。
リフター
空間戦闘用であるD兵器に空戦総力を持たせるために開発された追加飛行ユニット。D兵器は本体が地球連合軍に譲渡された段階で設計とモックアップは存在したものの、完成に至らなかったため設計図が軍司令部ノーラッドにもたらされ、同地で完成にこぎつけた。
M.A.F.F.U.（マッフ）
ギガノス軍における連合軍のリフター装備にあたり、「メタル・アーマー・フィックスド・フォルグ・ユニット」の略。飛行ユニットそのものはフォルグユニットと称される。
フォルグアーマー
開戦当初はは戦闘機や爆撃機を航空戦力としていたギガノス帝国軍であったが、西暦2086年11月の降下作戦以降、航空戦力の弱さやフォルグユニットの開発が難航していたことから、大気圏内飛行専用機として開発された。推力は吸入した空気をJTF-5A超小型核融合炉から得られる高熱によって圧縮膨張させる方式を採用。戦闘機型のシュワルグと攻撃機型のダウツェンが導入された。なお、偵察型の開発案も存在したが、連合から奪取した航空機で代替可能なため見送られている。
『蒼き流星SPTレイズナー』に登場するソロムコが元ネタで、機体を少しシャープにして、『クルーズチェイサー ブラスティー』の没アイディアを流用した上で、大河原邦男がデザインしている。

## 連合軍MA

### ドラグナー1型 (D-1)
ドラグナーの1機で、白兵戦用に対応した対メタルアーマー用機体。D-1とも略される。頭頂部には通信アンテナを兼用するレーダーレシーバー2基を採用。眼部はイメージセンサーで、内部に発光素子を有する。運動性は極めて良好であるが、その分だけ燃料積載量と遠距離攻撃能力が低下したため、キャバリアー0が用意されている。脚部二次装甲にはベトロニクスを内蔵、胸部エアインテークは対弾性向上のためにハニカム構造を採用する。背部装甲にはブースターノズルを備え、通常では2基を用いるが最大加速時には装甲が展開し、6基が露出する。また、AIナビゲーション「クララ」を搭載する。
武装・装備
75mmハンドレールガンLPS9型
1800発/分の発射速度を持つレールガン。銃身下部にはマルチディスチャージャーを備え、プラズマグレネードやチャフ、フレアを使用可能とする。
迫兵戦用レーザーソード / 白兵戦用レーザーソード
2基を連結可能なレーザーソード。非使用時は両腰にマウントされる。
迫兵戦用アザルトナイフ / 白兵戦用アザルトナイフ
脹脛部に装備。
放送当時の書籍類やプラモデルキットではアザルトナイフ、後年の公式サイトではアサルトナイフと表記の違いがある。
対MA用手榴弾
両肩部に装備。
スローイングボム
円盤状の手榴弾で、地上では肩の手榴弾よりも遠方に投擲可能。非使用時は腕部に装着される。
2連式25ミリ機関砲
手甲部に装備。1500発/分で、携行弾数は800発。主に対人・装甲車用。
ハイブリッドシールド
50ミリクラスのレールガンの直撃に耐える防御力を有する。
2蓮105mmハンドレールキャノン
発射速度は30発/分。プラズマ弾のほか、徹甲弾や炸裂弾を使用可能。
リフター1
D-1の大気圏内用増加装備。元々、D-1はその推力によって自重を相殺することは可能であるものの、宇宙用の冷却材と燃焼剤を用いるために効率が悪く、短時間しか飛行できなかった。リフターにおいては、吸入した空気を本体の熱核反応炉で発生した熱によって圧縮・膨張させるターボファンエンジン2基を採用。D-1の飛行性能を大幅に向上させている。また、主翼の下には副翼を取り付けた複葉機となっており、ドッグファイトでは良好な運動性を持つ。翼下にはパイロンを有し、ここに5連デュアルミサイルポッド、3連空対空ミサイル、3m級空対空ミサイルなどを装備可能。なお、航空燃料と冷却材は翼内部に存在する。空母の艦載機であることを考慮し、翼には折り畳み機構も設けられている。
キャバリアー0（ゼロ）
D-1専用の宇宙用追加パーツ。運動性が良好な一方で劣るD1本体の火力と燃料積載量を補う役目を持つ。これを装着することで長距離・長時間の戦闘が可能となり、火力・装甲厚では攻撃型メタルアーマーを凌駕する。重力場感知センサーも有するが、キャバリアー装着時は運動性が低下するため、白兵戦に移行する際は排除される。
本編初登場時のD-1はこれを装備した状態。第10話でのファルゲンとの交戦時に内部の部品を撤去し、可能な限りの爆薬を詰め込んで爆弾として利用され、大破して失われる。
その他
設定画稿やその添え書きには背部に吊り上げ用フック、脚部にミサイル用のハードポイントが確認できるが、本編では未使用。
製作エピソード
デザインを担当した大河原邦男は自著において、本放送時に流行していたバイクブームの影響から、モトクロッサーのようなカラーリングを取り入れるため白に赤と青を採用したが、それでは「当たり前のロボット」になってしまうことから視聴者に違いを分かりやすくするためにキャバリアーがデザインされたほか、放送時にスポンサーであったバンダイが東芝から多色射出成型機を導入しており、その技術を関連商品に使用するため、脚部に青や赤のカラーを取り入れたと語っている。また、デザインの原案は『レイズナー』の企画初期（グレイドス）段階と同じ原型を元にしている。設定を担当した井上幸一によれば、アサルトナイフ（アザルトナイフ）のアイデアは脚本家の星山博之の提案によるという。
井上はインタビューにおいて、監督の神田武幸と「ツインブレードは孫悟空の如意棒だと思ってください」という旨の話をしていたと明かしている。
キャバリアーのデザインは企画初期に描かれた機体案（映画『スター・ウォーズ 帝国の逆襲』に登場する偵察用ドロイドの影響が取り入れられている。後に初期デザインは『ドラグナー』の連合軍側ポッドの元にもなった。）を下敷きにしている。また、元ネタは時代劇での菅笠+陣羽織もしくは蓑であり、キャバリアーの排除シークエンスも菅笠+陣羽織もしくは蓑を空中に投げ捨てる場面を意識したものだという。スタッフは『桃太郎侍』（桃が割れて侍が出るイメージ）がやりたかったと語っている。一方で、2007年12月発売の『魂SPEC XS-06 DRAGONAR1 with CAVALIER』の取扱説明書ではメカニックデザイナーの大河原邦男がキャバリアー0のデザイン、D-1本体からの排除の演出までを提案したとあり、大河原の基本的なスタンスはスポンサーのオーダーに沿ったものだが、本作では大河原が直接注文をつけた貴重な作品であると解説されている。なお、こちらでは菅笠+陣羽織ではなく番傘+合羽がモチーフだと記載されている。
演出などで参加していた福田己津央が後年に監督を務めた作品『機動戦士ガンダムSEED FREEDOM』（2024年）には、キャバリアー0をデザイン・設定のモチーフとしたフライトシステム「AMGS-X18P キャバリアーアイフリッド」が登場する。

### D-1カスタム
ラング・プラート博士の下、中国の重慶基地で改修されたD-1。ドラグーン開発の折に生かしきれなかった新技術を限界まで投入した試作運用機としての側面と、連合軍の象徴としてD兵器を独立遊撃隊に組み込む目的から開発された。改修にあたり、フレームは20%改良。主に金属疲労が進行していた部分が取り替えられ、熱核反応炉は新型に変更された。そのため、重量は増加したものの運動性はノーマルのD1と遜色がない。また、2次装甲は新素材のものに100%変更され、装甲厚と重量も低減された。一方で、装甲厚は25%減少しながらも強度は保たれている。内部ベトロニクスも100%変更。フライトユニットは基本装備となる。大気圏飛行の際はリフター1と同様、熱核ジェットを用いるが、宇宙では換装が必要となる。
武装・装備
55.6mmハンドレールガンLPS32型
LPS9型に比べ口径は小型化したが、バレルの改良により威力は増大している。また、センサーが追加され命中率と速射性が向上。発射速度は2200発/分、弾数は1620発となった。備えられたディスチャージャーは攻撃用の弾が使用可能となり、徹甲弾や炸裂弾も用意される。
迫兵戦用レーザーソード
新型のものを左腰に2基装備する。
迫兵戦用アザルトナイフ
脹脛部に装備。
4連デュアルミサイルポッド / 6連デュアルミサイルポッド
主翼下に装備。
2連式25ミリ機関砲
手甲部に装備。
対MA用手榴弾
右肩部に装備。
スローインボム
レーザーソードの装備配置変更に伴い、空いた右腰部に装備される。
マルチディスチャージャー
左肩部に装備。携行弾数は5発で、徹甲弾やプラズマ弾、炸裂弾を使用可能。また、左肩部には重力場感知システムも有する。
スーパーハイブリッドシールド
裏面内部に各部装備の収納スペースが追加され、マルチディスチャージャー用の弾、レーザーソードやMA用手榴弾、スローインボム等を任務に応じて携行する。
光子バズーカ
アニメ第39話で使用。D-2カスタム、D-3の同名装備と連携し照射される。
キャバリアーCX-3
プラモデルキットの解説に登場。D-1カスタム用に試作が検討された追加装備で、レドームの搭載によりD-3の支援なしで長距離戦闘を可能とする。220mmレールガンや、接近戦用の25mm機関砲を装備。

### ドラグナー2型 (D-2)
ラング・プラート博士が開発したD兵器の一つで、ゲバイと同様に攻撃型MAに分類される。運動性を犠牲に火力を強化した機体で、D3ほどの性能ではないものの重力場感知システムや超望遠のイメージセンサーを採用。遠距離攻撃を下支えする電子戦装備を有する。また、頭部には近距離の爆光からセンサーを防護するため、額部シャッターが降りる機能を持つ。背部にはガン・パックを有するが、これには空中給油装置があるため僚機への燃料供給も可能。また、背部パックにはペイロードを増強するためクレーンも格納しており、懸架も可能となっている。装甲厚は最大480mm。ソニアというナビゲートAIを搭載する。
武装・装備
88mmハンドレールガンLPS7型
発射速度1300発/分のレールガン。D-1のハンドレールガンよりも威力が高く、徹甲弾、爆裂弾を発射する。銃身下部にはマルチディスチャージャーも装備（プラズマグレネード、チャフ、スモーク、フレアを発射可能）。
背部ガン・パックのクレーンに懸架可能。
280mmレールキャノン
発射速度20発/分のレールキャノン。装弾数は120発。徹甲弾や爆裂弾を発射する。対艦用の砲で、プラズマ弾（弾丸をプラズマ化させ、威力を増大させる）を使用した際には一撃で艦艇を撃沈する威力を持つ。
2連装75mm自動砲
ガンパック両側に装備される対空用兵装。発射速度130発/分、装弾数40発。リフター装着時は取り外される。
2連装ガトリングガン
手持ち式の地上掃射用装備で、1300発/分の発射速度と1200発の装弾数を持つ。弾種は徹甲弾や爆裂弾を選択可能。
2連ロケット弾ランチャー
脚部に装備可能なオプションで、ランチャー1基につき8発を片脚2基ずつ、計4基装備する。長距離攻撃用の兵装で、対地・対空用のロケットを装填。
2連式25ミリ機関砲
手甲部に装備。発射速度1500発/分。
迫兵戦用アサルトナイフ
脹脛部に装備
リフター2
D-2用のリフターで、攻撃時の反動相殺や各種兵装装備時の重量に耐用するため、大型のターボファン2基を有する安定性に優れたタイプとなる。運動性能・上昇性能こそ他のリフターに劣るが、総積載量・航続距離は2倍を誇る。翼には燃焼剤や冷却材のタンクと艦上機ゆえの折り畳み機能を採用。また、翼下には10連デュアルミサイルポッド、TV誘導爆弾、通常爆弾、ロケット弾（発射後ロケット噴射で加速する滑走路破壊用弾）等を装着可能。

### D-2カスタム
ラング・プラート博士によるD-2の改修機。後付けである故に本体に負荷がかかっていたリフター構造を見直し、既存の飛行データやドラグーンで得られた研究成果を踏まえ空気抵抗の低減や推力の調整がなされた。また、装甲は最大475mmに強化。それに伴い増加した重量は新素材の導入や、フレームをミリ単位で削る等の措置で対処した。フライトユニットそのものはリフター2からの流用であるものの、新型核融合炉への変更やバックパック部メインスラスターの改良により飛行性能は向上している。武装面では帝国・連合軍双方のMAで最大級の火力を誇る。
88mmハンドレールガンLPS33型
発射速度1450発/分、装弾数660発。弾種は徹甲弾と爆裂弾。LPS7型の発展形で、発射速度と弾速が向上した。銃身下部にはマルチディスチャージャーも備え、主砲と同じ弾丸を3発まで装填できる。
640mmレールガンBM-06型
発射速度180発/分、装弾数240発。弾種は徹甲弾、爆裂弾、プラズマ弾。
D-2カスタムの主砲で、巡洋艦クラスの威力を誇る。砲にレーザー測距装置を導入したため、D-3の支援なしで長距離射撃を可能としている。
2連装75mm自動砲
手甲部に装備。発射速度1500発/分、携行弾数800発。
2連ヘビィデュアルミサイル
脚部に装備。ノーマルのD-2ではオプションだったものを固定装備化したもの。対地・対空ミサイルを装填しており、装甲と一体化したことで空気抵抗も低減された。
2連式25mm機関砲
ガンパック上部に装備される。発射速度130発/分、装弾数260発。爆裂弾や徹甲弾を発射可能で、対MAよりも対戦闘機用の装備。ターレットで接続され、任務に応じて他の兵装に換装可能。
手甲部に装備。発射速度1500発/分、装弾数800発。
10連デュアルミサイルポッド
翼下に装備。
迫兵戦用アサルトナイフ
脹脛部に装備。
光子バズーカ
アニメーション第39話で使用したオプション。

### ドラグナー3型 (D-3)
D兵器の一つで、電子戦用機。頭部レドームには各種高性能電子戦装備を内包し、全周囲に対する索敵を行う。また、胸部には前方探知システムを備える。機体背面下部には対地レーダーも装備。従来の電子戦機同様の索敵・指揮管制・ジャミングのほか、D-3ではコンピュータにハッキングしデータの書き換えや引き出し、制御機器のコントロールまでを可能とする。その反面、装甲と戦闘力は低い。また、メインノズルは開閉式。ナビゲートAIはマギーと呼称されるものを搭載する。
偵察型MAとしては完成機ともいえる機体で、D-1やD-2のような改修は行われなかった。その一方で、外装や武装にこそ手を加えていないものの、ムーバブルフレームや内部コンピュータ、解析プログラムを大幅にアップデートしたとする媒体もみられる。一部の書籍やゲーム作品などではアップデート後をD-3カスタムと呼称している。
デザインはドラグナー1型のキャバリアーで手応えがあったセンサーの集合体という構成から、レドームを頭部としたものとなった。また、飛行ユニット（専用リフター）のフォルムは索敵機という設定から放送当時の偵察機やステルス機の意匠が取り入れられている。
制作当時、ガンダムシリーズにて強行偵察型ザクが既に登場していた経緯から、スポンサーであるバンダイは、偵察機という設定に難色さえ示さなかったものの、ガンタンク的なものは避けたいとして、E-2 (航空機)のような早期警戒機として設定され、F-19オーロラを元ネタとしている。
武装・装備
50mmハンドレールガンLPS3型
発射速度2400発/分、装弾数320発。徹甲弾や爆裂弾を発射可能。
3連105mmハンドレールキャノン
発射速度45発/分、プラズマ弾や徹甲弾、爆裂弾を発射可能。
アサルトナイフ
脹脛部に装備。
リフター3
D-3用の大気圏内飛行用装備。偵察・指揮管制機としての役割を考慮し、低速安定性や高速性、ステルス形状を重視した設計がなされている。そのため直接戦闘を回避できるよう、最高速度は3機のD兵器用リフターの中で最速となる。装着に伴い本体部のメインノズルは使用不可となるが、熱核反応炉の熱と吸入した空気を利用したターボファンユニットを3基装備。これは下部に推力を向けることも可能で、機体を離陸させる推力を持つ。翼下にはパイロンも備え、同部位に長距離デュアルミサイル、対レーダーミサイル、対潜ソナーブイ（海に投下され、エコー音によって探知するパッシブ型）を懸架可能。
光子バズーカ
アニメーション第39話で使用したオプション。

### ドラグーン
D兵器の量産型。ラング・プラート博士のもと、中国の重慶基地において設計と開発が行われた。メタルアーマーを早急に用意するため各仕様機を作る余裕がなかったことから、ドラグナー1型から3型までの機能（戦闘、攻撃、偵察）をコンパクトに集約した機体として設計。量産化のため試作機と比較し簡略化された形状となっている。また、フライトユニットは標準装備化され、大気圏内飛行能力を有する。フレームは試作機のものをベースに量産性が高められたものを使用し、改良型の核融合炉や姿勢制御バーニアを採用し、D-1と同等の運動性を発揮。胸部にはD-3のものを集約した電子機器を備える。汎用機としての総合性能は試作機のD兵器を凌駕するものであったが、量産化のためその時点で存在した新技術を使い切ることはできず、コンピュータの補助により操縦の大半が制御されるため、練度の低いパイロットであっても高度な操縦を可能としている。火力・防御力・探知力ともにドラグナー1型を凌駕する機体であったが、これはドラグナーのように専用機としての性能ではなく汎用機としての設計思想に変わった事に起因しており、開発者であるプラート博士は量産機ゆえに新たに開発された技術を限界まで使いきれなかったことから、その試作運用機としてドラグナー1型、2型の改修に踏み切っている。
従来の多くのロボットアニメでは、主人公の搭乗する試作機は量産機よりも強力な特別な機体として描写がされることが多かったが、本作では「試作機よりも、その情報を元に作られた量産機の方が性能が安定しており優れている方が現実的である」という意図に基づいた演出がされ、試作機であるD-1、D-2、D-3の良いとこ取りという位置づけがなされた。登場時の第25話では、ドラグーンの登場によって主人公らと主役機が用済みにされかけるというエピソードが描かれたほか、続く第26話でも強力な機体として描かれ、カスタムへと改装されたばかりで操縦に苦戦するD-1を模擬戦で圧倒している。
武装・装備
55.6mmハンドレールガンLPS22型
発射速度2200発/分、装弾数810発。徹甲弾、爆裂弾を発射可能。速射性と装弾数を向上させたモデル。
迫兵戦用レーザーソード
非使用時は腰部に装備される新型のレーザーソード。
460mmレールキャノンKGX-9型
右肩部に装備。D-2のものに比べ口径が増大、レーザーセンサーの設置により命中率と破壊力が増大している。
発射速度240発/分、装弾数120発、徹甲弾、爆裂弾、プラズマ弾を発射可能。
10連デュアルミサイルポッド
翼下にパイロンを介して装備。
バリエーション
以下はアニメ『機甲戦記ドラグナー』本放送当時のプラモデルキット説明書内で掲載されたもの。
ドラグーン1
型式番号MBD-01F。ドラグーンの戦闘型換装機。背部には専用のキャバリアーユニットCXD-1を装備し、プロペラントと武装を増強する。
ドラグーン2
型式番号MBD-02A。ドラグーンの攻撃型。75mmハンドレールガン、240mmレールキャノン×2、2連装75mm自動砲1門を装備する。
ドラグーン3
型式番号MBD-03R。ドラグーンの偵察型改良機で、各部にレーダーを追加。探知能力はD-3よりも向上した。大気圏内飛行の際は背部メインスラスターをフライトユニットに換装する。

## ギガノス帝国MA

### ゲバイ
宇宙においてはギガノスにおいて最も多用された量産MA。試作型のYAMA-03が西暦2082年3月15日にロールアウトし、2083年12月9日に量産が開始された。元々はダインとの指揮官機選考に敗れた機体であるが、その後一般機として制式採用され、約2500機が製造された。攻撃型MAに分類される機種であり、ダインのような戦闘型MAと連携した際は後方支援機として活躍する。運動性よりも防御力を重視しており、装甲厚はダインの二倍以上。腹部には重力場感知センサー、バックパックにはレーダーを備える。また、頭部には各種レーダーやセンサーが内蔵されており、他の機体よりも旧式なものを使用する。これは初の制式MAとなるために開発期間を短縮したことに起因しており、それ故に指揮官用の高密度な電子機器は内装出来ず、大型化した。ヤクトゲルフの就役とともに旧式化。西暦2087年には生産が停止されている。名前の由来はドイツ語で「2」を意味する「ツヴァイ」。
武装・装備
50mmハンドレールガンSSX5型
ダイン、ドラウと共通のハンドレールガン。発砲時の電力は本体から供給されるが、銃そのものにもバッテリーが内蔵されている。
発射速度1800発/分、弾種は徹甲弾と爆裂弾。装弾数は銃本体のマガジンに加え、本体腰部2基と左肩部シールド裏側2基に予備弾倉分も含め計425発。
30mm機関砲
頭部に装備。弾倉はドラムマガジン式で、同部位が肥大化した一因となった。
発射速度1500発/分、装弾数600発。
4連105mmハンドレールキャノン
ハンドレールガンでは攻撃型として口径が小さいため用意されたオプション。
発射速度60発/分、装弾数28発、弾種は徹甲弾、爆裂弾、プラズマ弾。
スパイクシールド
左肩に装備され、接近戦への転換に用いられる。
フォルグユニット
ゲバイに重力下飛行用ユニットを装着した機体をゲバイ・マッフと呼称する。

### ダイン
西暦2083年3月26日に試作型YFMA-04がロールアウト。同年12月9日にゲバイとともに量産化が開始された。設計者はラング・プラート博士。2084年8月の第一次ギガノス事変において初の実戦投入がなされた後、戦略宇宙軍のA型、地上軍のB型、最新型の月面防衛軍のC型などの改良機を含め700機が生産された。接近戦・戦闘指揮用の機体で、戦闘型MAの原型といえる機体であり、頭部索敵システムの構造等は後のD兵器にも受け継がれた。左肩部には通信用アンテナ兼レーダーレシーバーや複合センサーーを装備。姿勢制御システムや装甲の旧式化から次期主力であるゲルフに機種転換が開始されているが、量産性・操縦性の高さや地球連合軍の戦闘ポッドと比較し3倍の戦力を有することから、運用は継続された。名前の由来はドイツ語で「1」を意味する「アイン」。
武装・装備
50mmハンドレールガンSSX5型
ゲバイのものと共通の装備。ダインでは255発を携行する。
マルチディスチャージャー
背部に装備。任務に応じてロケット弾やチャフ、フレアを装填可能。後端は推進器となっている。
2連25mm機関砲
発射速度1500発/分、装弾数720発。手甲部に装備。
フォルグユニット
ダインに重力下飛行用装備を取り付けた機体を、ダイン・マッフと呼称する。
レーザーソード
アニメーション第33話において、ドルチェノフが搭乗する月面配備機が使用した。
バリエーション
FMA-04B 地球アフリカ方面軍所属機
地上用の改修機で、ディスペンサー装弾数が増加している。また、腕部機関砲は30mmへと変更された。約300機が生産されている。
ダイン地上型 / 地上型ダイン
背部装備をミサイルポッドに変更し、頭部アンテナを増設した仕様。
FMA-04C 月面戦略防衛軍所属機
重力場感知システム、レーダーが強化されたほか、推進力も増強されている。約150機生産された。

### ドラウ
名前の由来はドイツ語の「3」を意味する「ドライ」。資料によって設定に差異があり、月面作業用ロボットから発展し、量産機として初めて実戦投入されたとするもの、最初期のMAとするもの、ダイン担当チームから分かれたスタッフが開発に携わり、同機のフレームをベースとしたXFMA-05を電子戦用に再設計したとする資料が存在する。また、導入時期も原型のYRMA-07が西暦2085年9月にロールアウト、翌年11月から量産化とした資料がみられる。
ギガノス帝国軍の偵察用MAであり、攻撃型や戦闘型の機体と比較し攻撃力・防御力は低いものの、レーダーやセンサーは充実する。ダインからは手足のフレームが共通するが、ボディは新造でありドラム型センサー・ユニットとなっている。一方で、同機構によって本体スペースが圧迫されたため、核融合炉を小型化したほか、脚部姿勢制御バーニアは大型化し背部にプロペラントタンクを外付けしている。また、機体各部にはアンテナや重力場感知レーダーを備える。生産数は約400機。
武装・装備
50mmハンドレールガンSSX5型
ゲバイやドラウのものと同型。ドラウでの携行弾数は255発。
8mm級アクティブホーミングミサイル
ドラウの携行装備の一つ。
キャバリアー
プラモデルキットの解説に登場。ドラウの追加装備として検討されていたもので、全体を追加装甲で多い防御・攻撃力を増強する。この際、本体側のセンサーが隠匿されるため、装甲側にもセンサーを装備。火器として220mmレールガンを有する。

### ファルゲン
マイヨ・プラート専用MA。設計はラング・プラート博士が担当。FMA-04Bダインのロールアウトとともに設計をスタート。火力・運動性・防御性能といった戦闘型MAの究極点を目指し開発され、西暦2086年11月1日に実戦運用が開始された。
新型関節バーニアによって高い運動性を誇り、レーダー・センサー類も偵察型クラスのバリエーションを有する。装甲は従来型が爆裂弾にこそ有効だったものの、徹甲弾に対する防御力に課題を残したことから胴体部に合成ゴム、シモーレックスからなる複合装甲を採用。柔軟性の高いゴムの弾力によってレールガンの運動エネルギーを吸収することが可能となっている。また、この装甲はレーダー波を吸収する特性も持つ。背部には指揮官機として通信・索敵能力が強化されたレーダーを有し、左肩部には広域レーザーセンサーを採用する。設定面には諸説あり、高性能実験機として扱われ、量産機とは各段の新装備が施された機体であるが、元々実験機であるために量産化はなされていない。一方で、ファルゲンの簡易タイプとしてゲルフが存在、ファルゲンはマイヨ専用のカスタム機であることを示唆した媒体もみられる。ただし第33話で最初の機体が破壊された後にも、マイヨは「反逆者」として追われる身にありながら新たなファルゲンを手に入れているが、入手先などは不明である。
一方で、プラート博士はファルゲンの段階で戦闘型メタルアーマーの性能向上には限界がある（火力・運動性・防御力のバランスを考慮した場合、何れの性能を強化しても他が犠牲になってしまう）と考え、それぞれ特化した性能やキャバリアーとの連携を取り入れたドラグナーを開発している。
名前の由来はドイツ語で「鷹」の意味を持つ「ファルケン」。デザイン原案は後のゲルフとともに、企画段階において描かれた主役機案を転用している。
武装・装備
75mmハンドレールガンSSX9型
発射速度2000発/分、装弾数630発のレールガン。主に徹甲弾や炸裂弾を発射する。マルチディスチャージャーも備え、プラズマグレネードを発射可能。
3連マルチディスチャージャー
背部に装備。対艦戦闘用で計18発のミサイルを装填可能。これによってファルゲンは攻撃型MAクラスの火力を有する。
任務に応じてスモーク、チャフ、フレア等も使用可能。
迫兵戦用レーザーソード
ゲルフのレーザーサーベルよりも高性能な新型。非使用時は左腕にマウントされる。
フォルグユニット
開発コードナンバーGFEW-101。ファルゲンの大気圏内用飛行装備で、これを装着した状態はファルゲンマッフという愛称で呼ばれる。
こちらにも3連マルチディスチャージーが存在するほか、翼下ハードポイント（ペイロード総量18.5t）にパイロンを介して装備されるデュアルミサイルを有する。
重力下仕様の装備だが、物語終盤では装着したまま宇宙空間や機動要塞内部でも戦闘を行っていた。

#### ファルゲンカスタム
本編未登場。大河原邦男が新たにデザインを描き下ろし、2007年にサンライズ公式設定として発表された。最初に姿を見ることが出来たのは、同年9月発売のゲーム『Another Century's Episode 3 THE FINAL』で、ファルゲンの強化機体（後継機体）として登場した。従来のファルゲンマッフを蹈襲した機体に見えるが、外見上の違いとして、従来は左肩だけだった突起状のユニットが両肩になっていることと、背部にレドームと大型レールキャノンを2門装備していることが挙げられる。Dシリーズ3機種の機能をひとつに統合した性能を持ち、火力や機動力のみならずハッキングにも注意を要す。

### ゲルフ
FMA-04ダインの後継機として開発された、ギガノス帝国軍の次期主力MA。開発・導入時期の設定は資料によって差異があり、西暦2086年9月28日に実戦参加が開始されたとするものと、2086年12月完成とする資料が存在する。開発はドラウに携わったスタッフが担当した。新機軸の機構として関節部分へのバーニアを採用しており、運動性が向上したほか、外装の燃料積載数も増大した。ギガノス帝国軍の量産機としては最も性能が高い機体で、親衛隊等に配備される。後に開発された派生機であるヤクトゲルフ、レビゲルフと比較しノーマル機（A型）は戦闘型に位置づけられ、最も運動性に優れる。
武装・装備
75mmハンドレールガンSSX7型
発射速度1800発/分、弾数455発のレールガン。徹甲弾や爆裂弾を発射可能。
白兵戦用レーザーサーベル
実体刃の部分にレーザーを展開する装備。非使用時は左腰にマウントされる。
フォルグユニット
ゲルフ用の大気圏内飛行用装備で、装着した状態はゲルフ・マッフと呼称される。
翼下にはペイロード総量17.5tのハードポイントを4基備え、そこに5連ミサイルポッドを装備可能。
アニメーション作中ではプラクティーズのダンとゲルポック隊のゲルポックが使用。ゲルポック機は通常時ハンドレールガンを装備せず、チェンドル機の兵装ボックスに預けていた。

### ヤクトゲルフ
ゲルフの性能の高さから開発された攻撃型の派生機。B型とも呼ばれる火力強化型で、ノーマルのA型からは核融合炉が換装され、装甲は最大280mmの厚さを持つものへ変更された。
武装・装備
ノーマルと共通の装備はそちらを参照。
220mmレールキャノン
バックパックに2門装備。発射速度32発/分、携行弾数120発。プラズマ化弾、徹甲弾、爆裂弾を発射可能。
200mm3連ロケット弾ポッド
腰部に装備。
150mm2連ロケット弾ポッド
腕部に装備。
25mm機関砲
腹部に装備。発射速度1500発/分、装弾数800発。
フォルグユニット
ヤクトゲルフに装備した際はヤクトゲルフ・マッフと呼称される。左腰部の200mm3連ロケット弾ポッドが廃され、A型と同様の白兵戦用レーザーサーベルをマウントする。
プラクティーズのウェルナーとゲルポック隊のチェンドルが使用。
バックパック
ゲルポック隊のチェンドル機が装備。コーキングガン、バズーカ、マシンガン等が装填されている兵装ボックスで、ゲルポックの指示に従い任意の装備を取り出す。

### レビゲルフ
ゲルフの索敵・通信能力強化型。C型とも呼ばれる。核融合炉を換装し出力を増強、装甲は最大厚125mmにし軽量化を行った。頭部にはASV2型イメージセンサーを採用、腹部には重力場感知センサーや赤外線センサー、レーザーセンサーを備える。その他、通信・レーダーアンテナが増設された。
武装・装備
ノーマルと共通の装備はそちらを参照。
フォルグユニット
レビゲルフに装備した際はレビゲルフ・マッフと呼称される。
アニメーション作中ではプラクティーズのカールとゲルポック隊のアデンが使用。アデン機はD-3並みの電子兵装を持っていた。

### ドーラ
YFMA-06スペースドーラをベースとして開発された機体で、西暦2085年11月6日にロールアウト。脚部の代わりにロケットエンジンが装備され、大気圏内をホバリング飛行する。ガンツァーやゲルファーといった追加装備が用意されており、合体時には兵装面をドーラが担当し、操縦はガンツァー側が担当する。合体中は接近戦を不得手とするため、戦闘中に両者が分離することでこれに対応。その際は操作の分担は解消される。ギガノスの地球降下後、占領地の日本においてガンツァーとともに量産された。
武装
105mm2連装レールキャノンSSX12型
両肩部に装備。発射速度1350/分、装弾数320発。徹甲弾および爆裂弾を発射する。
7連IRMポッド
翼下に装備。赤外線誘導ミサイルを7発装填する。
デュアルミサイル
翼下に装備。対空・対地用の赤外線誘導ミサイル。
レーザーソード
近接戦闘用の装備で、機体側面に計2本携行する。

#### ガンドーラ
バイク型の機動ユニットであるガンツァーと合体したドーラ。地上侵攻作戦においてはダインやゲバイといった在来機では機動力に限界があることからフォルグユニットと並行して提案された機体で、最高時速530kmの機動力を生かした電撃戦を得意とする。また、スラスターとパラシュートを併用した降下作戦も可能。ガンツァー側にも操縦用のコクピットが存在するが、MAのポッド式ではなく戦闘機と同様の風防キャノピーとなる。西暦2086年10月12日に実戦参加スタート。生産数は約7900機。
武装
80mmマルチディスチャージャー
ガンツァーのコクピット両側に装備される。
徹甲弾、爆裂弾、スモーク弾、照明弾等を発射可能。

#### ゲルドーラ
水上艇ユニットであるゲルファーと合体したドーラ。ギガノスの海戦専用攻撃機で、ウォータージェット推進によって140ノットの機動性を発揮する。機体両側には可動式のフロートを装備。西暦2086年12月13日から実戦参加。地球で約2100機が生産された。
武装
50mm自動砲
艦橋に装備。
80cm誘導魚雷
フロート付け根両側に2発、計4発装備。

#### スペースドーラ
型式番号:YFMA-06。西暦2085年2月22日ロールアウトしたドーラの開発ベースとなった機体で、宇宙用攻撃機。量産性は高いものの汎用性に欠け、試作段階で開発が中断されたあとドーラのベース機として転用された。

#### ドラゴ
プラモデルキットの解説に登場。型式番号DBP-01。ドーラの生産工場を接収した連合軍によって開発された。機体のシルエットはドーラに近似しているが、宇宙用の戦闘ポッドとして位置付けられている。

### ズワイ
ギガノス軍の特殊任務用MAで、停泊中の船舶を水中から破壊するために開発された。また、上陸作戦にも従事する。一方で接近戦用に開発された重MAであり、体当たりか鉤爪での攻撃等接近戦では無敵を誇る、重装甲と大型核融合炉の搭載によって増加した重量をスラスターの追加で補うと記述した媒体もみられる。
第24話「上海大逃走」のみの登場であるが、D-1を半壊にまで追い込んでいる。

### ギルガザムネ
ギガノス軍最大のMA。各部にミサイルを装備するほか、機体そのものも高いパワーを有する。バイオフィードバックシステムと呼ばれる思考制御システムを導入しており、ナビゲーションと人間の思考を同調させることで驚異的な機動性を誇る。その一方で同システムの長期使用は人間の脳にダメージを与える欠点を持つ。第40話に登場したハイデルネッケン搭乗機では強制安全装置が装備され思考制御システムに5分間のインターバルタイムを設けることでこの問題を解決したが、インターバルタイム中は通常のMAと同様のコントロールシステムとなり機動力は大幅に落ちるため、その間は僚機によるサポートが必要な場合もあった。加えて、捕捉した敵機への照準が重なり合った場合、火器管制が混乱を起こし発砲ができなくなるという欠点も存在する。ドルチェノフの乗ったブルーグレーの機体も第48話で同様の火器管制トラブルを起こし撃破されている。
マスドライバー攻撃後の地上制圧用歩兵としての側面が強かったギガノス製MAの用兵思想にそぐわない機体であったため、お蔵入りとなっていた。。
武装
迫兵戦用ハイブリッドブロードサーベル
左腰部に装備。これはグン・ジェムの依頼で急遽造られたもので、グン・ジェム搭乗以前に行われた実戦テストでは装備されていなかった。このサーベルは実体剣でグン・ジェムの最初の出撃時は直剣だったがD-1の白刃取りで折られ、二度目の出撃では青竜刀型の剣が装備された。また、ハイデルネッケン機では青竜刀、ドルチェノフ機では直剣が装備されていた。
機関砲
右手首部に装備。
100連デュアルミサイルポッド
右肩部に装備。
75mm自動砲KDA 44型
胸部上に4基、内部に12基の計16基装備。全砲門を発射する際は胸部装甲を展開して使用。発射速度1200発/分、携行弾数3200発。弾種は徹甲弾、爆裂弾。
SIM-96型MLCミサイル
股間部に装備。10km四方を火の海にする。ドルチェノフはギガノス機動要塞内で使用した。
備考
イメージは『ガンダム』のビグ・ザムとジオングを融合させた存在であったが、当時は新番組に注力する事情から、作品中盤～終盤のロボットは商品化されない慣習があり、無茶な方向性の機体が登場できた事情が反映されてデザインされた。
デザインは当時大河ドラマで人気があった伊達政宗がモチーフ。また、大河原邦男は自著において、監督である神田が嗜好していた酒の「キクマサムネ」が機体名の由来だろうと述べている。
ゲーム『サンライズ英雄譚（サンライズ英雄譚R）』および『サンライズ英雄譚2』ではグン・ジェム機と量産機の他に、グン・ジェム隊四天王機が登場する。

### ゲルニカ
『コミックボンボン』誌に掲載されていたコミカライズ版に登場するオリジナルの機体。かつてプラート博士とともにD兵器の開発に携わりつつも袂を分かったギガノス帝国のハグラー教授が開発した。精神（サイコ）コントロール操縦を導入した試作機で、コミカライズ版では当初はこの機体がドラグナーとなる予定だったとされている。マイヨ・プラートが搭乗しドラグナー1型と交戦するも、接近戦でアザルトナイフの攻撃を受けて撃破された。

### ハイドラ
『コミックボンボン』誌に掲載されていたコミカライズ版に登場するオリジナルの機体。プラクティーズのダン、カール、ウェルナーら三人がゲルフから乗り換えて搭乗する。三人のパイロットに合わせた個別の装備構成がなされている。

### ゼルダ、ダモン、グロウ
『コミックボンボン』誌に掲載されていたコミカライズ版に登場するオリジナルの機体。ギガノス帝国側の量産機として登場した。

### ダヌル
小型核融合炉を搭載した最初のMA。2080年に2機の試作機がロールアウトした。メタルワーカーの面影を色濃く残すがダインに至るギガノス軍のMAの原型となった。1号機はギガノス科学博物館に展示される。

### ドラグナーシリーズ
月刊ニュータイプ誌掲載記事「ドラグナー世界のメカニック戦史」に掲載されていた派生機。

#### ドラグナー4型 5型 6型 (D-4 D-5 D-6)
それぞれ2型、3型、1型とコンセプトを一にする機体。一部の性能では1-3型に優る点もあったが、インナー・フレームを共用する1-3型に比べ整備性や生産性で劣るとされ、採用に至らなかった。うち6型は白兵戦を得意とした機体であり、キャバリアーが用意されていた。

#### ドラグナー7型 (D-7)
3種類のキャバリアーを換装することにより、1-3型の特性を1機種で得ようとした機体。メーン・ノズルすらもキャバリアー側に依存した設計になっており、7型本体には固定武装の小火器を除き何もついておらず、採用には至らなかった。

## ギガノス帝国FA

### シュワルグ
主力機のフォルグユニット開発が難航していたことや、ドーラの飛行時間が短く航空戦力に課題を残していたことから開発された。西暦2087年3月に試作機がロールアウト、同年10月に実戦配備。運動性に重点が置かれた戦闘機型MAで、強固な装甲とレールガンを導入し連合軍の戦闘機に対して3倍以上の戦力を発揮する。推進は核融合炉によって発生した熱により空気を圧縮膨張させる方式を採用。航空燃料と冷却材は主翼内タンクから供給されるが、増槽を取り付けることで飛行時間を延長できる。なお、コクピットは他のMAとは異なりポッド上面に取り付けられている。頭部にはイメージセンサーのほか、赤外線センサーも備え夜間任務に対応する。
21話でその存在を知った連合軍が奪取作戦を命令したほど（ケーン達3人組の命令無視とギガノス軍守備隊長の暴走が原因で、作戦は水泡に帰している）。なお同話で語られたところによると、スロットルレバーの操作方向がドラグナー3機とは逆らしい。
武装・装備
50mmハンドレールガンSSX21型
発射速度2200/分、装弾数600、弾種は徹甲弾。新技術により機関部を小型化したタイプで、照準用レーザーセンサーを持つ。
30mm機関砲
右翼部に装備。発射速度4500発/分、装弾数1200発。頭部後方のドラム型弾倉からベルトで給弾される。
デュアルミサイル
両翼端に装備。

### ダウツェン
フォルグアーマーのひとつで、対地・対艦攻撃を主眼とする。シュワルグと比較し重装備が施され、装甲厚も115mmと対弾性に優れる。また、探知装置の索敵範囲はシュワルグより広く、後頭部には通信、警戒、ECM用のアンテナを装備する。地上での戦闘力は低く、緊急時の主翼排除機構も存在するが、その際は再度の飛行が行えなくなる。また、空中戦の際は有利に立つため脚部を切り離すことも可能。西暦2087年3月に試作機がロールアウト、同年10月に実戦配備。原型機の開発と重要部品（核融合炉や電子制御機器）を除き、ほとんどの機体は占領した地球の拠点で行われた。
武装・装備
80mmハンドレールガン
発射速度3600/分、装弾数680、弾種は徹甲弾。
30mm機関砲
左腕部に装備。発射速度4500/分、装弾数1200、弾種は徹甲弾。
5連IRMポッド
腹部両側に装備。赤外線誘導ミサイル5発を装填する。
爆弾投射機
両脚に装備。通常爆弾、ナパーム弾、化学爆弾等を片足につき7発装填する。

## グン・ジェム隊カスタムMA

### スターク・ゲバイ
ゴル専用のカスタムMA。フォルグユニットを装備し、武装や出力の強化が図られている。第34話においては、頭頂部の角飾りを潜望鏡として使用する描写もみられる。第35話において無限軌道砲の爆発に巻き込まれて破壊された。
武装
ゲバイと共通の装備はそちらを参照。
450mmレールキャノンSBX12型
発射速度90発/分、装弾数60発。徹甲弾、爆裂弾、プラズマ化弾発射可能。50mmハンドレールガンSSX5S型付き。
対M.Aハンドグレネード
腰部に装備

### スターク・ガンドーラ
ガナン専用MA。ガンドーラの出力や武装を強化したタイプ。第37話において見切りを習得したケーンによって真っ二つにされ、下半身は岩山にぶつかって大破した。
武装
ガンドーラ（ドーラ）と共通の装備はそちらを参照。
450mmレールキャノンSBX10型
発射速度120発/分、装弾数120発。徹甲弾、爆裂弾、プラズマ化弾発射可能。
75mmハンドレールガンSSX14型
発射速度2000発/分、装弾数375発。徹甲弾、爆裂弾を発射可能。
白兵戦用レーザーソード
レーザーソードも装備しており、第37話等では2本連結して使用している。

### スタークダウツェン
ジン専用FA。ダウツェンをベースに強化改修を施した機体で、兵装面の増強のほか対地イメージセンサーを追加する等性能が向上している。第38話におけるギルガザムネ初陣の際、バイオフィードバックシステムの影響で判断力を失ったグン・ジェムによって誤って撃破される。
武装・装備
ノーマルのダウツェンと共通の装備はそちらを参照。
220mmレールキャノンSBX07型
マルチディスチャージャーを追加したレールガン。発射速度250/分、装弾数1200発。
30mm機関砲
ここに外付け式のドラムマガジンを追加したとする資料もみられる。
電子戦用エリントポッド
翼下に装備。
ホログラムで自らの分身を作り出し、敵を撹乱させるもの。一方で、同装備を補助燃料タンクとした資料もみられる。

### スタークダイン
グン・ジェム隊の一人、ミン専用MA。フォルグユニットを装備し、グレネードで相手のセンサーを無力化してから、ハイブリッドサージで襲い掛かる戦法を得意とする。
武装
50mmハンドレールガンSSX5T型
発射速度2200発、装弾数960発。爆裂弾や徹甲弾を発射可能。
2連20mm機関砲
手甲部に装備。
対M.Aハンドグレネード
腰部に4基装備。アニメーション第30話等の戦闘では、閃光と高熱でセンサーを無効化する用法が見られた。
白兵戦用ハイブリッド・サージ
対メタルアーマー用のチェーンソー。

### ゲイザム
1機だけ作られた試作型MAでグン・ジェム専用機として使われた。従来のギガノス製MAと後のギルガザムネの間に位置する機体。腰部にはフォルグユニットを装備。設定画稿には着脱したものも存在する。第38話以降はグン・ジェムがギルガザムネに乗り換えたため使用されなくなる。第39話で秘密兵器工場への移動に使用されていたのが最後の登場シーンである。
デザインは企画初期に描かれたゲバイのバリエーションを元に、足回りやシルエットを調整している。
武装
50mmハンドレールガンSSX5R型
発射速度2400発/分、装弾数960発。徹甲弾や爆裂弾を発射可能。
30mm機関砲SSX5R型
発射速度4500発、装弾数1200発。徹甲弾や爆裂弾を発射可能。
対M.Aハンドグレネード
腰部に8基装備。
迫兵戦用ハイブリッドブロードサーベル
専用の強化金属製青竜刀。これはグン・ジェムの趣味であると共に、実体剣でありながらレーザーソードと互角に切り結ぶほどの強力な武器である。
備考
「スーパーロボット大戦」等の一部のクロスオーバー作品では本機の制式量産仕様が登場していることがある。